# Petit conte de fantasmes
Petit conte de fantasmes (títol original en anglès: The Amazing Mr. Blunden) és una pel·lícula britànica dirigida el 1972 per Lionel Jeffries. Ha estat doblada al català.

## Argument
La història comença el 1918, quan el Sr. Blunden ret visita a la Senyora Allen, vídua de fa poc i que viu en circumstàncies de pobresa amb els seus tres fills, Lucy, Jamie i el bebè Benjamin. M. Blunden proposa a la Sra. Allen una feina de guardiana en una casa que pertanyia abans al Sr. Latiner, accepta la feina, malgrat les rumors de fantasmes a la casa. Després Lucy i Jamie troben fantasmes.

## Repartiment
- Laurence Naismith: M. Frederick Blunden
- Lynne Frederick: Lucy Allen
- Garry Miller: Jamie Allen
- Rosalyn Landor: Sara Latimer
- Marc Granger: Georgie Latiner
- Diana Dors: Madame Wickens
- Dorothy Alison: Madame Allen

## Al voltant de la pel·lícula
- El film va ser presentat al Festival internacional de Paris de cinema fantàstic el 1974.